# Parlar xeu
El parlar xeu (también conocido como alcoià) es una variante del valenciano que hablaban las clases populares de Alcoy.
José Cavanilles afirma que las -a finales en Alcoy suenan como -e. Palabras que en estándar son pronunciadas como roja y dona (/ˈrɔ.d͡ʒa/ y /ˈdɔ.na/ ) son pronunciadas como roge y done (/ˈrɔ.d͡ʒɛ/ y /ˈdɔ.nɛ/). Martí Gadea fue la primera persona que hizo una descripción de esta pronunciación de las -a finales como e abiertas.
La palabra xeu es el «apodo que dan a los alcoyanos los habitantes de las comarcas vecinas», aunque es un término que ha caído en desuso.